# Azonosítás
Pour plus de détails, voir Fiche technique et Distribution.
Azonosítás est un film hongrois réalisé par László Lugossy, sorti en 1976.

## Fiche technique
- Titre : Azonosítás
- Réalisation : László Lugossy
- Scénario : Luca Karall et István Kardos
- Musique : Emil Petrovics
- Photographie : József Lörincz
- Montage : Zoltán Farkas
- Production : Tibor Dimény
- Société de production : Hungarofilm
- Pays :  Hongrie
- Genre : Drame
- Durée : 93 minutes
- Dates de sortie : 
  -  Hongrie : 1er avril 1976

## Distribution
- György Cserhalmi : Ambrus András
- Róbert Koltai : Kelemen
- Ludovít Gresso : oncle Miska
- Mari Kiss : Sári
- Péter Blaskó : Rendõrhadnagy
- Judit Pogány : le lieutenant de police
- Sándorné Czár : tante Annus
- Géza Polgár : membre du comité
- István Jeney : membre du comité
- László Soós : Kártyás
- Lili Monori : Csatóné
- István Szilágyi : soldat
- Tibor Molnár : oncle Péter
- Hédi Temessy : la chanteuse
- István Hunyadkürthy : prisonnier de guerre
- József Madaras : Csató Mihály
- Piroska Molnár : femme au tablier

## Distinctions
Le film a été présenté en sélection officielle en compétition lors de Berlinale 1976.